# Fenerbahçe SK (aviron)
 (août 2018).
Si vous disposez d'ouvrages ou d'articles de référence ou si vous connaissez des sites web de qualité traitant du thème abordé ici, merci de compléter l'article en donnant les références utiles à sa vérifiabilité et en les liant à la section « Notes et références ».
Le club d’aviron du "Fenerbahçe" est une des sections du Fenerbahçe qui concerne l’aviron masculin et féminin, club qui d’ailleurs occupe une place importante dans la discipline au niveau national. Les rameurs du Fenerbahçe Spor Kulübü évoluent dans le district de Kadıköy, à Istanbul, plus précisément au sein des aménagements de « Dereağzı ». Fondée en 1914, la section d’aviron connait un grand succès autant pour l’aviron masculin que féminin. En effet, le Fenerbahçe possède 35 sacres dans le championnat turc d’aviron masculin (record de Turquie) et 18 sacres dans le championnat turc d’aviron féminin (record de Turquie).

## Palmarès (hommes)

### Compétitions internationales
- Head of the Charles Regatta
  - 3ème place (1): 2006
  - 4ème place (1): 2002
  - 5ème place (1): 2014

### Compétitions nationales
- Championnat turc d'aviron masculin
  - Victoire (35) (record): 1951, 1955, 1962, 1963, 1964, 1965, 1968, 1969, 1976, 1977, 1978, 1979, 1980, 1981, 1982, 1983, 1984, 1985, 1986, 1990, 1991, 1995, 1996, 1997, 1998, 1999, 2001, 2002, 2003, 2004, 2005, 2006, 2008, 2011, 2014
- Coupe de Turquie d'aviron
  - Victoire (31) (record) 1977, 1978, 1979, 1980, 1981, 1982, 1983, 1984, 1985, 1986, 1990, 1991, 1995, 1996, 1997, 1998, 1999, 2000, 2001, 2002, 2003, 2005, 2006, 2007, 2008, 2009, 2011, 2012, 2014, 2016
- Championnat d'Istanbul
  - Victoire (37) (record): 1922, 1923, 1924, 1925, 1926, 1951, 1954, 1955, 1962, 1963, 1964, 1968, 1969, 1970, 1973, 1976, 1977, 1978, 1979, 1980, 1981, 1982, 1983, 1984, 1985, 1986, 1987, 1988, 1994, 1996, 1997, 1998, 1999, 2000, 2001, 2002, 2003
- Coupe d'Istanbul
  - Victoire (30) (record): 1965, 1966, 1967, 1968, 1972, 1976, 1977, 1978, 1979, 1980, 1981, 1982, 1983, 1984, 1985, 1986, 1987, 1988, 1989, 1990, 1991, 1994, 1995, 1996, 1998, 1999, 2000, 2001, 2002, 2003
- GSGM Cup
  - Victoire (6): 2000, 2001, 2003, 2005, 2006, 2007
- Mediterranean Cup
  - Victoire (5): 2000, 2002, 2004, 2007, 2008
- Naval Academy Cup
  - Victoire (4): 2000, 2003, 2004, 2006

## Palmarès (femmes)

### Compétitions nationales
- Championnat turc d'aviron masculin
  - Victoire (18) (record): 1976, 1977, 1978, 1979, 1980, 1985, 1990, 1991, 1992, 2003, 2004, 2005, 2006, 2007, 2011, 2014, 2015,
- Coupe de Turquie d'aviron
  - Victoire (3): 2003, 2011, 2014